# OpenThesaurus
OpenThesaurus és un projecte de tesaurus multilingüe elaborat en col·laboració oberta per voluntaris. Les seves dades són disponibles lliurement com a contingut obert. És conegut pel seu ús en les aplicacions OpenOffice.org, LibreOffice, KWord, Lyx, i Apple Dictionary.

## Història
El punt de partida per al projecte va ser l'arribada d'[OpenOffice.org] el 2002, mancat del tesaurus del seu projecte matriu, StarOffice, per mor de la llicència. Per omplir aquest buit, OpenThesaurus va importar sinònims des d'un diccionari anglès-alemany de lliure accés, tot afinant-los i actualitzant-los cooperativament mitjançant una aplicació web.
A partir de la versió 2.0.3, OpenOffice.org ja inclou l'OpenThesaurus. En català, Sofcatalà incorpora el projecte a partir del juliol de 2008.